# Lepidopsocidae
Lepidopsocidae (лат.) — семейство сеноедов из подотряда Trogiomorpha. Большая группа сеноедов, включающая около 200 видов, из которых пять распространены в Европе.

## Распространение
Большая группа сеноедов, включающая около 200 видов, из которых пять распространены в Европе. Но главным образом распространены в тропической зоне.

## Описание
Передние крылья покрыты чешуйками, что делает их похожими на крошечных мотыльков.

## Экология
Живут среди коры и опавшей листвы.